# Delias cinerascens
Delias cinerascens är en fjärilsart som beskrevs av Mitis 1893. Delias cinerascens ingår i släktet Delias och familjen vitfjärilar. Inga underarter finns listade i Catalogue of Life.